# Sebastian Moller
Sebastian Moller (Möler, Möller, Mollerus) (ur. w Braniewie, zm. 14 grudnia 1650 w Elblągu) – duchowny katolicki, autor kroniki Prus i Polski Chronica Prussiae et Poloniae.

## Życiorys

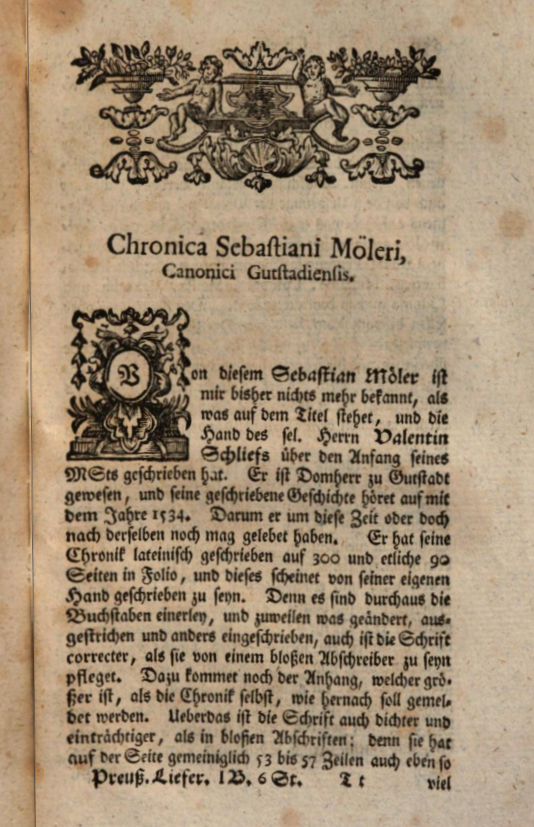
Preußische Lieferung Chronica Sebastiani Möleri, Lipsk 1755

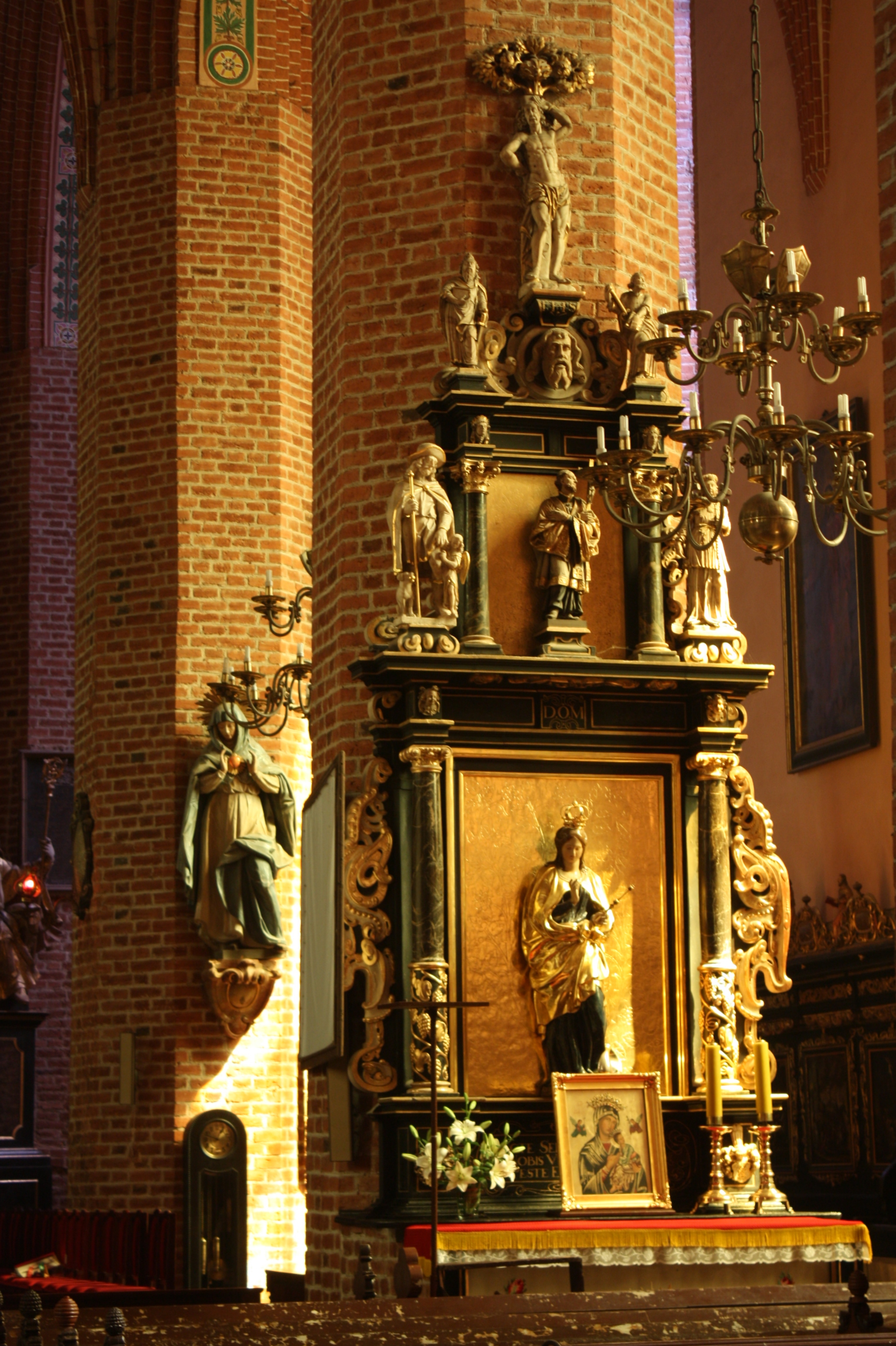
Ołtarz w bazylice w Dobrym Mieście ufundowany przez ks. Mollera

Studiował w kolegium jezuitów w Braniewie, a następnie od ok. 1620 w jezuickiej Akademii Wileńskiej. Niższe święcenia kapłańskie otrzymał 30 czerwca 1621 z rąk sufragana (biskupa pomocniczego) diecezji wileńskiej Abrahama Woyny w katedrze św. Stanisława w Wilnie. Święcenia kapłańskie (prezbiteratu) otrzymał 16 marca 1622 z rąk biskupa chełmińskiego Jana Kuczborskiego w kościele parafialnym św. Anny w Lubawie. W 1623 wymieniany jako wikariusz w kaplicy zamkowej w Olsztynie. 11 kwietnia 1624 został wymieniony przez kapitułę katedralną jako proboszcz parafii św. Marcina w Tolkowcu k. Braniewa. Proboszczem tej parafii pozostawał prawdopodobnie do czasu okupacji przez wojska szwedzkie. W sierpniu 1630 został mianowany proboszczem w parafii św. Wawrzyńca w Plutach. Od 9 listopada 1630 pełnił funkcję sekretarza kapituły katedralnej we Fromborku. Od 22 listopada 1631 pełnił funkcję kaznodziei i spowiednika przy katedrze we Fromborku, ponadto był opiekunem beneficjum przy kaplicy św. Anny we Fromborku. 24 stycznia 1624 został mianowany wikariuszem w katedrze. 1 sierpnia 1624 został przedstawiony przez biskupa Mikołaja Szyszkowskiego do objęcia funkcji kanonika honorowego kapituły w Dobrym Mieście. Od 15 lutego 1635 był ponadto sekretarzem biskupa warmińskiego, od 2 kwietnia 1635 również ekonomem biskupstwa warmińskiego. 3 lutego 1635 został mianowany kanonikiem rzeczywistym kapituły kolegiackiej w Dobrym Mieście. W 1639 zapisał znaczną sumę dla fary św. Katarzyny w Braniewie. Osiem lat później, w 1647, zapisał w swym testamencie roczny czynsz 40 florenów dla beneficjum św. Różańca w kaplicy mariackiej. W 1645 założył również w Dobrym Mieście bractwo różańcowe oraz ufundował w dobromiejskiej kolegiacie temu bractwu kamienny ołtarz Najświętszej Marii Panny, zachowany do dziś, ozdobiony herbem fundatora, a ponadto oraz srebrne naczynia liturgiczne. Zapisał też dom z przeznaczeniem dla osiedlenia się sióstr katarzynek z Braniewa, lecz projekt ten nie został urzeczywistniony.
Jest autorem kroniki Prus i Polski Chronica Prussiae et Poloniae (1534). Kronika ta pisana była po łacinie, opierała się głównie na polskich historykach (Wincenty Kadłubek, Jan Długosz, Maciej Miechowita oraz Marcin Kromer) oraz na niemieckich (Heinrich Schütz, Szymon Grunau, Jan Leo). Kronika został doprowadzona do roku 1534. Appendix do kroniki rozpoczyna się od historii legendarnych władców Polski sięga do roku 1456. Kronika ta nie została wydana w całości, lecz jej obszerne omówienie zostało zawarte w Preußische Lieferung alter und neuer Urkunden, Erörtelungen und Abhandlungen der preusißen Geschichte und Recht (Lipsk 1755).